# آکادمی زبان کلمبیا
آکادمی زبان کلمبیایی (به اسپانیایی: Academia Colombiana de la Lengua) یک انجمن متشکل از دانشگاهیان و کارشناسان در زمینهٔ استفاده از زبان اسپانیایی در کلمبیا است. این نهاد عضو انجمن آکادمیک زبان اسپانیایی است، و قدیمی‌ترین آکادمی زبان در قارهٔ آمریکا و دومین آکادمی اسپانیایی در دنیا است.
در سال ۱۸۷۱ این انجمن توسط عده‌ای از متخصصین نویسنده و لغت‌شناس، من‌جمله مانوئل ماریا مایارینو و روفینو خوزه سوئروو، پدر لغت‌شناسی هیسپانیک آمریکا، و میگوئل آنتونیو کارو، به عنوان نخستین انجمن آکادمی زبان اسپانیایی خارج از خاک اسپانیا، تأسیس شد. مقر این آکادمی همواره در بوگوتا است. از سال ۱۹۶۰ این نهاد رسماً به دولت کلمبیا در امور زبان مشاوره می‌کند و به تصویب چندین مصوبه، مقررات و قوانین برای زبان اسپانیایی در کشور دست یافته‌است. همچنین در سال ۱۹۶۰ کنگره سوم آکادمی‌ها به میزبانی آکادمی کلمبیا برگزار شد، که در آن موافقتنامهٔ بوگوتا ارائه و امضا شد.